# Miguel Sapochnik

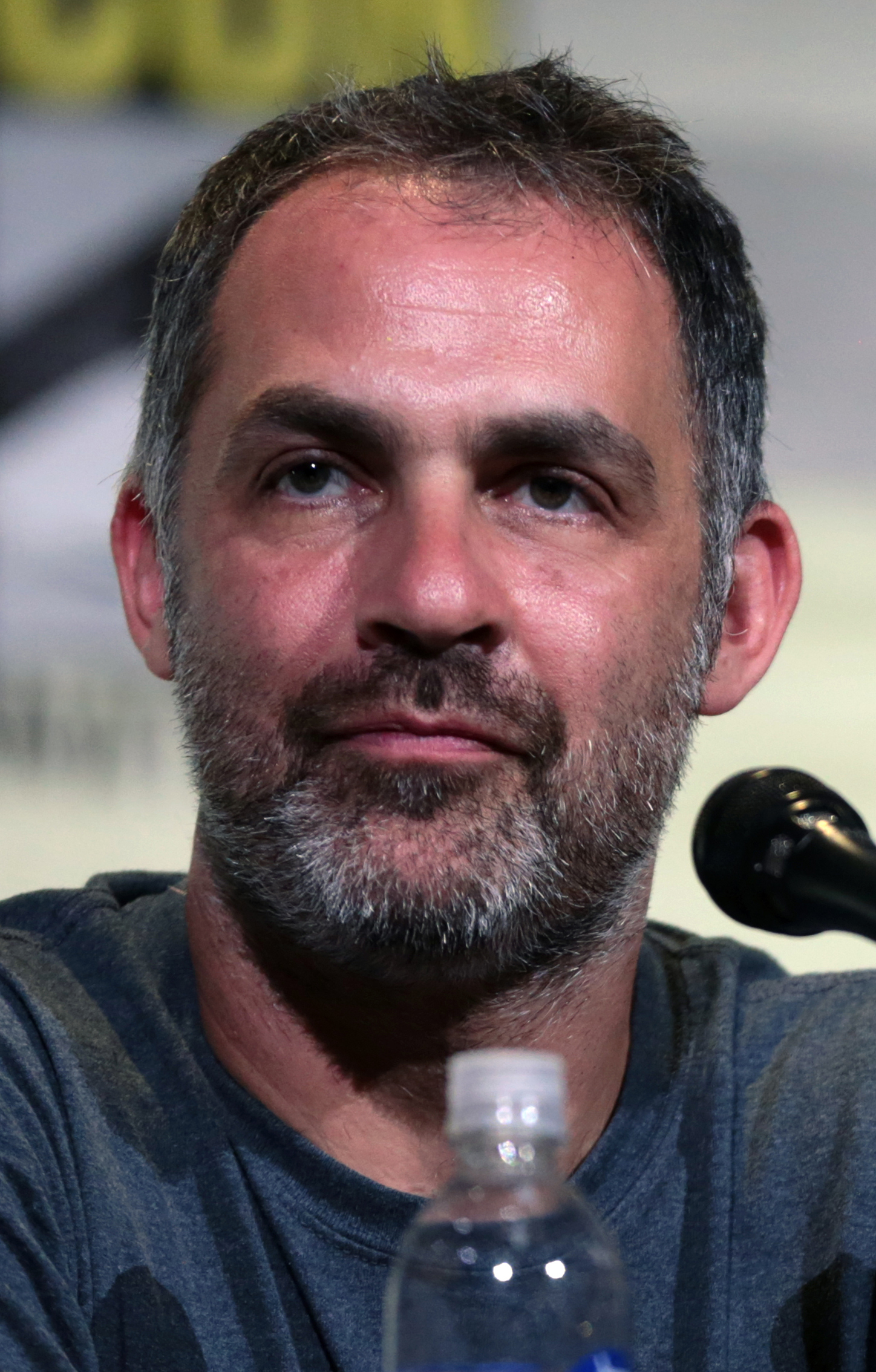
Miguel Sapochnik (2016)

Miguel Sapochnik (auch bekannt als Miguel Rosenberg-Sapochnik) ist ein britischer Film- und Fernsehregisseur.

## Karriere
Sapochnik war ab 1996 als Storyboard-Künstler an verschiedenen Hollywood-Produktionen beteiligt, unter anderem an dem Film Trainspotting – Neue Helden. Seine erste Regiearbeit zu einem Kurzfilm, The Dreamer, erschien im Jahr 2000. Hier zeichnete Sapochnik auch für das Drehbuch verantwortlich. Im Jahr 2010 feierte Sapochnik sein Regiedebüt bei einem Langfilm mit dem Science-Fiction-Thriller Repo Men, an dem u. a. Jude Law und Forest Whitaker mitwirkten.
Danach wandte er sich dem Fernsehen zu und führte zwischen 2011 und 2012 Regie bei sechs Episoden der Fernsehserie Dr. House und bei zwei Episoden der Serie Fringe – Grenzfälle des FBI. 2014 zeichnete Sapochnik für zwei Episoden der Serie Mind Games verantwortlich. 2015 führte Sapochnik Regie bei je einer Folge der dritten Staffel von Masters of Sex sowie der zweiten Staffel von True Detective.
Bekanntheit erlangte Sapochnik insbesondere durch seine Regietätigkeit bei der HBO-Serie Game of Thrones. Er führte Regie bei zwei Episoden der fünften Staffel, unter anderem bei der von Kritikern und Fans gleichermaßen hochgelobten Episode Hartheim, und kehrte für die beiden finalen Folgen der sechsten Staffel zu der Serie zurück. Für die Regie zur Episode Die Schlacht der Bastarde gewann er den Emmy für die beste Regie in einer Dramaserie. Nachdem Sapochnik nicht für die siebte Staffel zurückkam, übernahm er die Regie in der dritten und fünften Folge der finalen achten Staffel von Game of Thrones. Für die Prequelserie House of the Dragon übernahm er für die erste Staffel die Funktion des Showrunners.

## Privatleben
Sapochnik ist seit 2006 mit der russischen Schauspielerin Alexis Raben verheiratet.

## Filmografie (Auswahl)
- 2000: The Dreamer (Kurzfilm)
- 2010: Repo Men (auch ausführender Produzent)
- 2011–2012: Dr. House (House, 6 Episoden)
- 2011–2012: Fringe – Grenzfälle des FBI (Fringe, 2 Episoden)
- 2012: Awake (Episode 1x13)
- 2014: Mind Games (2 Episoden)
- 2015: True Detective (Episode 2x06)
- 2015: Masters of Sex (Episode 3x03)
- 2015–2019: Game of Thrones (6 Episoden)
- 2018: Altered Carbon – Das Unsterblichkeitsprogramm (Altered Carbon, Episode 1x01)
- 2021: Finch
- 2022: House of the Dragon (Episode 1x01)